# Claude Tresmontant

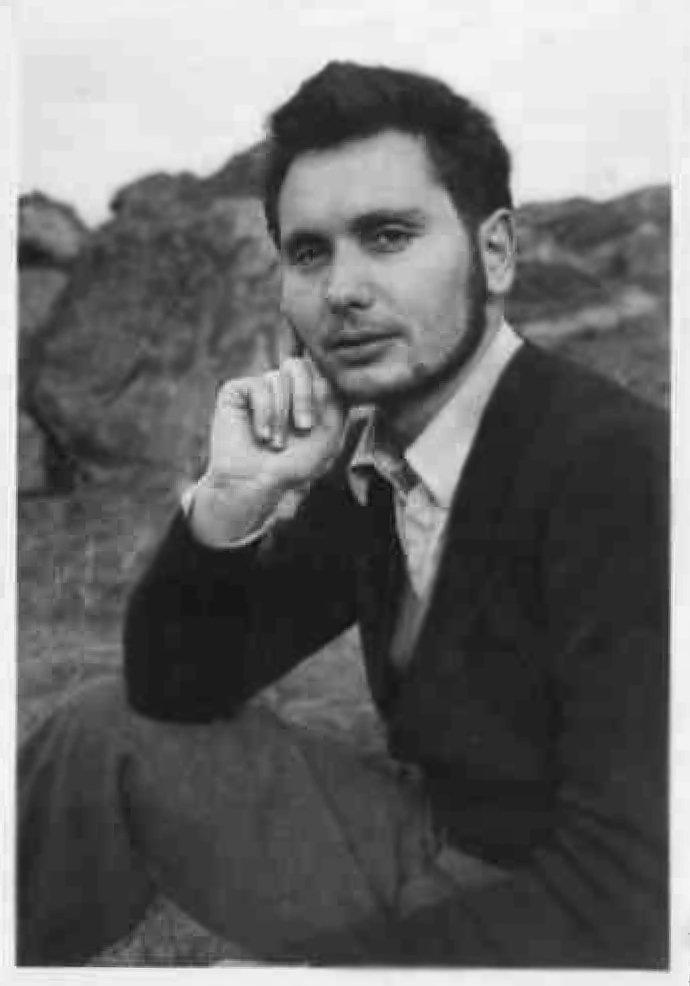
Claude Tresmontant

Claude Tresmontant (* 5. August 1925 in Paris; † 16. April 1997 in Paris) war ein französischer Philosoph.

## Leben
Claude Tresmontant lehrte Mittelalterliche Philosophie und Philosophie der Wissenschaften an der Sorbonne. Er war Mitglied der Académie des sciences morales et politiques, die ihn 1987 mit dem Großen Preis für sein Gesamtwerk auszeichnete. 1973 erhielt Tresmontant den Maximilien-Kolbe-Preis.
Tresmontant untersuchte als Exeget die Geschichte des Christentums seit seinen hebräischen Ursprüngen. Dabei erkannte er jene Einflüsse der Disziplinen Moral, Anthropologie und Metaphysik, die in historischen Zeiten aus China, Indien und Griechenland stammten, wie in einem Phylum. Als ein Anhänger der modernen katholischen Theologie vertrat Tresmontant die Ansicht, dass die Daten gegenwärtiger wissenschaftlichen Kenntnisse – besonders in der Kosmologie und Biologie – auf eine Existenz Gottes verweisen.
Claude Tresmontant war Nachlassverwalter für die theologischen Werke Pierre Teilhard de Chardins.

## Veröffentlichungen

### Monografien
- Essai sur la pensée hébraique. Cerf, Paris 1953
  - Deutsche Ausgabe: Biblisches Denken und hellenische Überlieferung. Ein Versuch. Aus dem Französischen übersetzt von Fridolin Stier. Patmos, Düsseldorf 1956
- Introduction a la pensée de Teilhard de Chardin. Seuil, Paris 1956
  - Deutsche Ausgabe: Einführung in das Denken Teilhard de Chardins. Aus dem Französischen übersetzt von Eva Feichtinger. Alber, Freiburg im Breisgau 1956
- Paulus. Aus dem Französischen übersetzt von Oswalt von Nostitz. Rowohlt, Hamburg 1959
- La Doctrine morale des prophetes d’Israel.
  - Deutsche Ausgabe: Sittliche Existenz bei den Propheten Israels. Aus dem Französischen übersetzt von Herbert P. M. Schaad. Herder, Freiburg im Breisgau 1962
- Les Idées maîtresses de la métaphysique chrétienne. Paris 1962
  - Deutsche Ausgabe: Die Vernunft des Glaubens. Die Herausforderung der Metaphysik durch die kirchliche Lehrverkündigung. Aus dem Französischen übersetzt von Leo Pollmann. Patmos, Düsseldorf 1964
- Comment se pose aujourd’hui le probleme de l’existence de Dieu. Seuil, Paris 1966

### Herausgeber
- Maurice Blondel / Lucien Laberthonnière: Correspondance philosophique. Seuil, Paris 1961